# 阿略
阿略（西班牙語：Allo）是西班牙纳瓦拉的一个市镇。总面积37平方公里，总人口1021人（2001年），人口密度28人/平方公里。